# Isle des Allumettes
Die Isle des Allumettes, auch Isle aux Allumettes, ist eine Insel im Ottawa River in der kanadischen Provinz Québec. Sie ist 22 km lang und bis zu 12 km breit, und ist damit die größte Insel im Ottawa. Der Fluss verbreitert sich an dieser Stelle zu einem See von etwa 120 km² Fläche. Die Bevölkerungszahl lag im Jahr 2006 bei 1.443. Von ihnen wiesen als Muttersprache 78 % Englisch auf, 21 % Französisch.

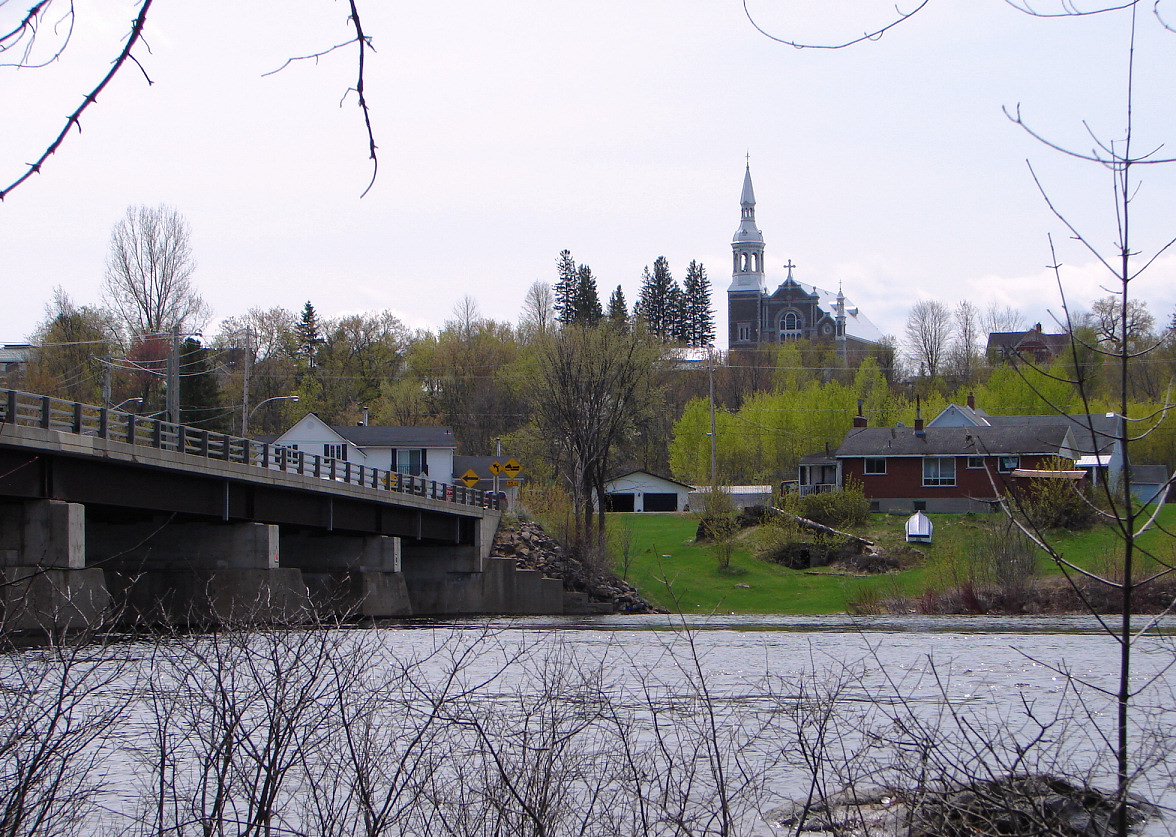
Blick auf Chapeau

## Siedlungen
Die größten Orte sind Chapeau im Norden, Demers Centre und Demers im Süden, westlich davon und ebenfalls am Südrand der Insel liegt Desjardinsville, schließlich Saint-Joseph im Südosten. Auf der Insel befinden sich mehrere kleine Seen, von denen der Lac Cranson im Südosten der größte ist.

## Geschichte
Ende der 1950er Jahre begann Clyde C. Kennedy mehrere Grabungskampagnen auf der Insel, die Kupferobjekte aus der Waldlandperiode und aus älterer Zeit zutage förderten. Harpunenspitzen konnten auf 4000 v. Chr. datiert werden.
Verschiedene Gruppen der Algonkin kontrollierten bereits früh den Handel über den Ottawa. Daher nannte Samuel de Champlain 1613 die Insel Isle des Algoumequins. Es handelte sich um die Vorfahren der heutigen Kichesipirini. Champlain schickte 1634 den jungen Jean Nicolet zu ihnen, 1629 war ihr Häuptling Tessouat einer der fünf Führer einer Koalition, doch kamen die Engländer ihr durch die Eroberung von Québec zuvor. Sein Dorf lag wahrscheinlich am Lac des Allumettes im Süden der Insel.
Erst nachdem 1632 Québec wieder französisch war, kehrten die Franzosen ab 1634 zurück. Sie wurden von jesuitischen Missionaren unterstützt. Die Kichesipirini waren, trotz ihrer vergleichsweise geringen Zahl, Inhaber eines Monopols auf den Handel, vor allem mit Fellen und Pelzen. Daher gerieten sie mit ihren Nachbarn, den ebenfalls Pelztiere jagenden Irokesen in Konflikt. 1636 bemühte sich Tessouat vergeblich um eine große Koalition gegen die Irokesen, doch geriet er mit den profranzösischen Gruppen bei den Huronen in Auseinandersetzungen. Tessouat starb wenig später. Im Laufe der Kriege zwischen den Irokesen und zahlreichen anderen Stämmen wurde die lokale Gruppe bis 1650 beinahe ausgelöscht. Der Handel auf dem Fluss blieb bis zum Frieden von Montréal 1701 umkämpft
Nicolas Perrot (1644–1717) erwähnt in seinen Reiseaufzeichnungen eine Isle du Borgne autrement ditte l'Isle des Allumettes (Insel des Einäugigen, auch Insel der Streichhölzer genannt). Mit dem Einäugigen war Tessouat gemeint. Er ist möglicherweise der Nachfolger jenes Tessouat, auf den Champlain getroffen war.
Erstmals in einer Karte von 1680 erscheint der Name eines Wasserfalls auf der Insel als Sault des Allumettes (Streichholzfälle).
Erst 1818 siedelten die ersten Europäer auf der Insel. Sie waren meist Angestellte der Hudson’s Bay Company, die stromaufwärts einen Handelsposten namens Fort William unterhielten. Haupteinnahmequelle war der Holzeinschlag und der Transport über den Fluss. Daher wohnten die meisten Bewohner im Süden der Insel. Einer der ersten Missionare, vielleicht auch der erste, war wohl James Lynch, der am 24. September 1843 die Insel erreichte. Dort entstand als erste Kirche im Jahr 1840 Saint-Alphonse-de-l'Île-aux-Allumettes. Die Township Île-aux-Allumettes entstand 1847.
Nachdem ein Feuer 1853 im Süden gewütet hatte, zogen viele Bewohner an den Nordrand der Insel, vor allem nach Chapeau. Dieser Ort wurde 1874 eine eigenständige Municipality. 1910 entstand im Osten der Insel Saint-Joseph-de-l'Île-aux-Allumettes, das bereits 1920 zur Municipality aufstieg und ebenfalls aus dem Township ausschied. Sie behielten bis Ende des 20. Jahrhunderts ihre Eigenständigkeit. Am 30. Dezember 1998 wurden Chapeau Village und die Municipalitys L'Isle-aux-Allumettes und L'Isle-aux-Allumettes-Part-East zur Municipality L'Isle-aux-Allumettes zusammengefasst.